# Scott Zwizanski
Scott Zwizanski (29 de mayo de 1977) es un ciclista estadounidense.
En 2003 ganó una etapa y la clasificación general del Tour de Christiana. También fue vicecampeón de EE. UU. en scratch (pista).
En 2004 compitió para el equipo Ofoto-Lombardi Sports y un año después se trasladó a Kodak EasyShare Gallery-Sierra Nevada. En su primer año ganó una etapa en el Tour de Medford Nueva Jersey.
En el 2007 pasó a Priority Health-Bissell, ganando una etapa en el Tour de Southland.
A partir del 2009 pasó a competir por el equipo Kelly Benefit Strategies donde ganó la Vuelta Ciclista del Uruguay, el Tour de Beauce y fue 3.º en el campeonato estadounidense contrarreloj.
A mediados de 2010 se confirmó que para la temporada 2011 cambiaba de equipo y pasó al UnitedHealthcare Pro Cycling Team de categoría continental profesional, pero allí estuvo sólo una temporada retornando en 2012 al su anterior equipo denominado ahora Optum-Kelly Benefit Strategies equipo en el que sigue actualmente.

## Palmarés
2009
- Vuelta Ciclista del Uruguay, más 1 etapa
- Tour de Beauce, más 1 etapa
- 3.º en el Campeonato de Estados Unidos Contrarreloj